# Michal Rada
Michal Rada (České Budějovice, 25 maggio 2007) è un ostacolista ceco, campione europeo under 20 dei 400 metri ostacoli a Tampere 2025.

## Biografia
Michal Rada, cresciuto in una famiglia sportiva, condivide la passione per l’atletica con la sorella gemella Nina Radová, anch’essa atleta. I due frequentano la Česká Škola Sportovního Gymnázia, una scuola ad indirizzo sportivo che consente loro di conciliare studio e allenamenti. Entrambi sono tesserati per il club TJ Sokol České Budějovice e si allenano sotto la guida dell’esperto tecnico Jiří Couf, che ha saputo valorizzare le loro doti fin dalla giovane età.
Michal si è fatto notare sulla scena nazionale nel 2024, quando, ancora minorenne, ha stabilito un nuovo record ceco juniores nei 400 metri ostacoli durante il meeting internazionale Josef Odložil Memorial, fermando il cronometro a 49,89 secondi. Questo risultato lo ha proiettato tra i protagonisti europei della categoria Under 18. Pochi mesi dopo, ha confermato il suo talento conquistando la medaglia d’oro ai Campionati Europei under 18, stabilendo la miglior prestazione continentale di categoria.
Il 2024 è stato un anno cruciale per la sua crescita anche a livello mondiale: ai Campionati del Mondo Under 20 disputati a Lima, Rada ha conquistato una prestigiosa medaglia d’argento con un nuovo record nazionale Under 20 di 49,30 secondi. Nonostante la giovane età, si è dimostrato competitivo anche contro avversari di età superiore, segno di una maturità atletica fuori dal comune.
Nel gennaio del 2025 ha migliorato il proprio personale anche sui 60 metri ostacoli indoor, registrando un ottimo 7,74 a Praga. La stagione estiva successiva lo ha visto trionfare nuovamente: ai Campionati Europei Under 20 di Tampere, in Finlandia, Michal ha conquistato la medaglia d’oro nei 400 ostacoli, abbattendo il muro dei 49 secondi con un sensazionale 48,78, nuovo record dei campionati. Inoltre, ha preso parte anche alla staffetta ceca, contribuendo alla vittoria della squadra nella prova a squadre.
Nonostante la giovane età, Michal Rada è già considerato una delle grandi promesse dell’atletica ceca e internazionale. Il suo stile di corsa, fluido ma esplosivo, unito a una notevole intelligenza tattica, lascia intravedere un futuro ai massimi livelli. Il percorso verso l’atletica d’élite è solo all’inizio, ma il suo nome è già entrato nel radar di appassionati, tecnici e osservatori di tutto il mondo.

## Record nazionali
Under 20
- 400 metri ostacoli: 48"78 ( Tampere, 9 agosto 2025)
- 300 metri ostacoli: 35"33 ( Praga, 9 maggio 2025)
- Staffetta 4x400 m: 3'07"79 ( Tampere, 10 agosto 2025)

Under 18
- 60 metri ostacoli indoor (0,91 m): 7"67 ( Praga, 11 febbraio 2024)
- 300 metri ostacoli (0,84 m): 36"18 ( Praga, 18 giugno 2024)
- 300 metri ostacoli : 36"01 ( Praga, 3 maggio 2024)
- 400 metri piani: 46"51 ( Praga, 18 agosto 2024)
- 400 metri ostacoli (0,84 m): 49"42 ( Banska Bystrica, 21 luglio 2024)
- 400 metri ostacoli: 49"30 ( Lima, 31 agosto 2024)
- Salto triplo: 15,01 m ( Praga, 13 gennaio 2024)
- Eptathlon U18 indoor: 5691 pt. ( Praga, 11 febbraio 2024)

## Progressione

### 400 metri ostacoli
| Stagione | Tempo | Luogo   | Data      | Rank. Mond. |
| -------- | ----- | ------- | --------- | ----------- |
| 2025     | 48"78 | Tampere | 9-8-2025  |             |
| 2024     | 49"30 | Lima    | 31-8-2024 |             |
| 2023     | 51"98 | Ostrava | 2-7-2023  |             |

## Palmarès
| Anno | Manifestazione | Sede            | Evento            | Risultato  | Prestazione | Note |
| ---- | -------------- | --------------- | ----------------- | ---------- | ----------- | --- |
| 2023 | Europei U20    | Gerusalemme     | 400 hs            | Semifinale | 52"57       | |
| 2023 | EYOF           | Maribor         | 400 hs            | Batteria   | dq          | |
| 2023 | EYOF           | Maribor         | Staffetta svedese | Batteria   | dnf         | |
| 2024 | Europei U18    | Banska Bystrica | 400 hs            | Oro        | 49"42       | Miglior prestazione europea under 18                                                                              |
| 2024 | Mondiali U20   | Lima            | 400 hs            | Argento    | 49"30       | |
| 2025 | Europei U20    | Tampere         | 400 hs            | Oro        | 48"78       | Record dei campionati · Miglior prestazione nazionale under 20 · Miglior prestazione mondiale stagionale under 20 |
| 2025 | Europei U20    | Tampere         | 4×400 m           | Oro        | 3'05"79     | Miglior prestazione nazionale under 20 · Miglior prestazione europea stagionale under 20                          |

## Campionati nazionali
- 1 volte campione nazionale under 22 nei 400 ostacoli (2023)
- 1 volte campione nazionale under 18 nel salto in lungo indoor (2024)
- 1 volte campione nazionale under 18 nel salto triplo (2024)
- 2 volte campione nazionale under 18 nell'eptathlon indoor (2023, 2024)
- 1 volte campione nazionale under 18 nei 300 ostacoli (2023)
- 1 volte campione nazionale under 18 nei 60 ostacoli indoor (2023)
- 1 volte campione nazionale under 18 nel salto in alto indoor (2023)
- 1 volte campione nazionale under 16 nel salto in lungo indoor (2022)
- 1 volte campione nazionale under 16 nell'eptathlon indoor (2022)
- 1 volte campione nazionale under 16 nei 200 ostacoli (2022)

2021
- Bronzo ai campionati nazionali under 16 (Mladá Boleslav), 200 m hs - 26"41

2022
- Oro ai campionati nazionali under 16 (Jablonec nad Nisou), 200 m hs - 24"49
- Oro ai campionati nazionali indoor under 16 (Praga), salto in lungo - 6,50 m
- Oro ai campionati nazionali indoor under 16 (Praga), eptathlon - 4449 pt.
- Argento ai campionati nazionali indoor under 16 (Praga), 60 metri ostacoli (0,84) - 8"40
- Argento ai campionati nazionali under 16 (Praga), decathlon - 5766 pt.
- Bronzo ai campionati nazionali under 16 (Jablonec nad Nisou), salto in alto - 1,84 m

2023
- Oro ai campionati nazionali under 22 (Ostrava), 400 m hs - 51"58
- Oro ai campionati nazionali under 18 (Praga), 300 m hs - 36"18
- Oro ai campionati nazionali indoor under 16 (Praga), eptathlon - 5432 pt.
- Oro ai campionati nazionali indoor under 18 (Ostrava), 60 metri ostacoli (0,91) - 7"84
- Oro ai campionati nazionali indoor under 18 (Ostrava), salto in alto - 1,94 m
- Bronzo ai campionati nazionali indoor under 18 (Ostrava), salto in lungo - 7,04 m

2024
- Oro ai campionati nazionali indoor under 16 (Praga), eptathlon - 5691 pt.
- Oro ai campionati nazionali indoor under 16 (Ostrava), salto in lungo - 7,40 m
- Oro ai campionati nazionali indoor under 16 (Ostrava), salto triplo - 14,83 m
- Argento ai campionati nazionali under 18 (Praga), 200 m - 21"57